# Ninh, Khánh Dương
Ninh (chữ Hán phồn thể: 寧縣, chữ Hán giản thể: 宁县, bính âm: Níng Xiàn, âm Hán Việt: Ninh huyện) là một huyện thuộc địa cấp thị Khánh Dương, tỉnh Cam Túc, Cộng hòa Nhân dân Trung Hoa. Huyện Ninh có diện tích 2633 ki-lô-mét vuông, dân số năm 2004 là 520.000 người. Mã số bưu chính của huyện này là 745200. Chính quyền huyện đóng ở trấn Tân Ninh. Huyện này được chia ra 6 trấn và 17 hương.
- Trấn: Tân Ninh, Bình Tử, Tảo Thắng, Trường Khánh Kiều, Hòa Thịnh và Tương Lạc.
- Hương: Mễ Kiều, Lương Bình, Trung Thôn, Chính Bình, Tân Hoa, Tân Trang, Thái Xương, Tiêu Thôn, Nam Nghĩa, Ao Mã, Ngõa Tà, Bàn Khắc, Quan Âm, Kim Thôn, Cửu Hiện, Thạch Cổ và Xuân Vinh.